# Ritual Entertainment
Ritual Entertainment est un studio de développement de jeu vidéo, fondé en 1996 et basé à Dallas. Ils ont notamment participé au développement de Counter-Strike: Condition Zero et ont développé le jeu SiN sorti en 1998 qui fut un de leurs plus gros succès. Le studio a fermé en 2007 après avoir été racheté par le studio MumboJumbo.

## Jeux développés par Ritual Entertainment
- Quake Mission Pack: Scourge of Armagon (1. Expansion Pak) – (1997) développé en tant qu'Hipnotic Interactive
- SiN – (1998) (PC (Windows et Linux), Linux sur PowerPC)
- Heavy Metal: FAKK2 – (2000) (PC (Windows et Linux), Mac (Mac OS et Mac OS X), Dreamcast)
- Blair Witch Volume 3: The Elly Kedward Tale – (2000) (PC)
- SiN Gold (port) – (2000) (Mac)
- Counter-Strike: Condition Zero – (PC) Ritual Entertainment travaillait sur le titre en 2002 après Gearbox Software et avant que Turtle Rock Studios ne reprennent le développement en 2003
- Star Trek: Elite Force II – (2003) (PC)
- Legacy of Kain: Defiance – (2003) (PlayStation 2, Xbox, PC) en collaboration avec Crystal Dynamics
- Delta Force: Black Hawk Down - Team Sabre (expansion) – (2004) (PC)
- SiN Episodes: Emergence – (2006) (PC)